# 제40회 NHK 홍백가합전
《제40회 NHK 홍백가합전》(일본어: 第40回NHK紅白歌合戦 다이욘주카이에누에이치케이코하쿠우타갓센[*])는 1989년 12월 31일에 방송된 통산 40회째인 NHK 홍백가합전이다.

## 소개
이 해 1월 7일에 쇼와 천황이 사망하고 아키히토가 즉위하였다. 이에 맞춰 시간을 4시간 25분으로 확대 편성하고, 1부는 쇼와 시대의 히트곡을, 2부는 1989년의 히트곡을 부르는 무대로 구성하였다.
이후 홍백가합전은 2부제를 유지 중이다.

## 구성
1부- 전후 쇼와 시대 역사를 회상하는 "추억의 멜로디"를 구성.
2부- 1989년의 히트곡 경연.

## 사회자
- 종합사회 - 마츠다이라 사다토모 아나운서
- 홍조(紅組) - 미타 요시코
- 백조(白組) - 타케다 테츠야

## 심사원
- 지요노후지 미쓰구 : 스모 요코즈나.
- 이시다 아유미 : 여배우. 상반기 연속 TV 소설 『青春家族』에서 아가와 아사코 역.
- 네지메 쇼이치 : 89년 소설 『高円寺純情商店街』로 제 101회 나오키상 수상.
- 고바야시 히로미 : 여자프로골퍼.
- 나카무라 칸자부로 (18대) : 가부키배우.
- 무라사키 후요코 : 의사, 작가.
- 니시다 토시유키 : 90년 방영할 NHK 대하드라마 『翔ぶが如く』에서 주인공 사이고 다카모리 역.
- 이시오카 에이코 : 의상디자이너.
- 사이토 마사키 : 요미우리 자이언츠 투수.
- 와타나베 아즈사 : 89년 하반기 연속 TV 소설 『和っこの金メダル』에서 히로인 아키츠 가즈코 역.

## 출장가수
괄호 안의 숫자는 출장횟수를 나타냄.

### 1부
- 홍조(紅組) :
  - 오리이 시게코 (6) 『君の名は[1]』
  - 유키무라 이즈미 (10) 『愛燦燦[2]』
  - 마츠야마 케이코 (8) 『未練の波止場[3]』
  - 페기 하야마 (14) 『南国土佐を後にして[4]』
  - 핑크레이디 (2) 『ヒット・メドレー[5]』
  - 마츠오 카즈코 (4), 와다 히로시와 마히나스타즈 (10) 『誰よりも君を愛す[4]』
  - 미야코 하루미 (21) 『アンコ椿は恋の花[6]』
- 백조(白組) :
  - 타바타 요시오 (2) 『かえり船[7]』
  - 카스가 하치로 (21) 『お富さん[1]』
  - 무라타 히데오 (27) 『王将[8]』
  - 더 타이거스 (1) 『ヒット・メドレー[9]』
  - 센 마사오 (15) 『北国の春[10]』
  - 미나미 하루오 (30) 『東京五輪音頭[6]』
  - 후지야마 이치로 (10) 『青い山脈[11]』

### 2부
- 홍조(紅組) :
  - 나이토 야스코 (1) 『六本木ララバイ’90』
  - 쿠도 시즈카 (2) 『恋一夜』
  - 나카야마 미호 (2) 『Virgin Eyes』
  - Wink (1) 『淋しい熱帯魚』
  - 오기노메 요코 (3) 『ユア・マイ・ライフ』
  - 카토 토키코 (2) 『百万本のバラ』
  -  김연자 (1) 『朝の国から』
  - 사토 시노부 (3) 『ロンドンデリーの歌』
  - 사카모토 후유미 (2) 『男の情話』
  - 오오츠키 미야코 (4) 『女の舞』
  - 코히루이마키 카호루 (2) 『いい子を抱いて眠りなよ』
  - 안리 (2) 『Groove・A・Go・Go』
  - 시마다 카호 (2) 『I AM CHANGING』
  -  계은숙 (2) 『酔いどれて』
  - 유키 사오리·야스다 사치코 (1) 『赤とんぼ』
  -  패티 김 (1) 『離別（이별）』
  - 야시로 아키 (16) 『下町夢しぐれ』
  - 고바야시 사치코 (11) 『福寿草』
  - 와다 아키코 (13) 『だってしょうがないじゃない』
  - 이시카와 사유리 (12) 『風の盆恋歌』
- 백조(白組) :
  - 타케다 테츠야 (1) 『声援』
  - 소년대 (4) 『まいったネ　今夜』
  - 오토코구미 (2) 『TIME ZONE』
  - 히카루GENJI (2) 『太陽がいっぱい』
  - 체커즈 (6) 『Friends and Dream』
  - 이토 타키오 (1) 『ソーラン節』
  -  탄융린 (1) 『恋唄綴り』
  - BAKUFU-SLUMP (2) 『大きな玉ねぎの下で～はるかなる想い』
  - 호리우치 타카오 (2) 『冗談じゃねえ』
  - 토바 이치로 (3) 『北の鷗唄』
  - 사와다 켄지 (16) 『DOWN』
  - 세이키마츠 (1) 『白い奇蹟』
  - 이치무라 마사치카 (1) 『オペラ座の怪人より』
  - 호소카와 타카시 (15) 『北国へ』
  -  조용필 (3) 『Q』
  - 이츠키 히로시 (19) 『暖簾』
  - 요시 이쿠조 (4) 『港』
  - 모리 신이치 (22) 『指輪』
  - 타니무라 신지 (3) 『陽はまた昇る』
  - 키타지마 사부로 (26) 『夜汽車』